# 平和博 (ジャーナリスト)
平 和博（たいら かずひろ、1962年 - ）は、「デジタルウォッチャー」を自称する日本のジャーナリスト、元朝日新聞記者、桜美林大学リベラルアーツ学群教授。

## 経歴
1962年、埼玉県生まれ。
早稲田大学に学び、卒業後、1986年に朝日新聞社へ入社し、横浜支局、北海道報道部、東京社会部を経て、企画報道室デジタル編集部でインターネット関係の取材を担当してIT専門記者として知られるようになり、さらにシリコンバレー（サンノゼ）駐在員、asahi.com（アサヒ・コム）デスク、編集委員などを経て、記事審査室幹事となった。
2019年、桜美林大学リベラルアーツ学群教授に転じ、メディア・ジャーナリズムを担当している。

## おもな著書

### 単著
- 朝日新聞記者のネット情報活用術、朝日新聞出版（朝日新書）、2012年
- 信じてはいけない : 民主主義を壊すフェイクニュースの正体、朝日新聞出版（朝日新書）、2017年
- 悪のAI論 : あなたはここまで支配されている、朝日新聞出版（朝日新書）、2019年

### 訳著
- （ダン・ギルモア 著）ブログ : 世界を変える個人メディア、朝日新聞社、2005年
- （ダン・ギルモア 著）あなたがメディア! : ソーシャル新時代の情報術、朝日新聞出版、2011年